# American Eagle
American Eagle Airlines är ett regionalt flygbolag tillhörande American Airlines. Flygbolaget skapades 1984 och har idag 258 flygplan som flyger på 140 destinationer.